# Баловное
Ба́ловное (укр. Ба́ловне) — село в Николаевском районе Николаевской области Украины. Входит в состав Константиновской общины. Административный центр Баловненского сельсовета.  

## Географическое положение
Расположено на левом берегу реки Южный Буг, в 17 км к югу от Новой Одессы и в 5 км от железнодорожной станции Баловное. 

## История
Село основано в конце XVII века запорожским казаком Баловным, откуда, как считается, и происходит его название. Позднее сюда прибыли переселенцы из Черниговской и Киевской губерний.
С XVIII века принадлежало к Гурьевской волости Херсонского уезда Херсонской губернии. По состоянию на 1886 год в нём жили 1598 человек, насчитывалось 316 дворов, имелись православная церковь, земская почтовая станция, три лавки.
После установления советской власти, в 1920 году на селе были созданы партийные и комсомольские ячейки, комитет незажиточных крестьян, в 1920—1922 годах организованы семь товариществ по совместной обработке земли.
По состоянию на 1970 год на селе жили 2330 человек. Здесь была размещена центральная усадьба колхоза имени Кирова, за которым были закреплены 3594 га пахотной земли. Хозяйство выращивало зерновые культуры и занималось животноводством, издавало многотиражную газету «Прапор комунізму». По производству шерсти колхоз занимал первое место в районе. За трудовые успехи многие колхозники были отмечены советскими орденами и медалями, в частности председатель колхоза Е. И. Карач, птичница В. Д. Кучеренко и полевод П. И. Яновский — орденом Трудового Красного Знамени. На селе работали средняя школа, детский сад, дом культуры, библиотека. В 1967 году хоровому коллективу дома культуры было присвоено звание народного.